# Julian (Nebraska)
Julian è un comune degli Stati Uniti d'America, situato nello Stato del Nebraska, nella contea di Nemaha.